# Kleinkastell Schlögen

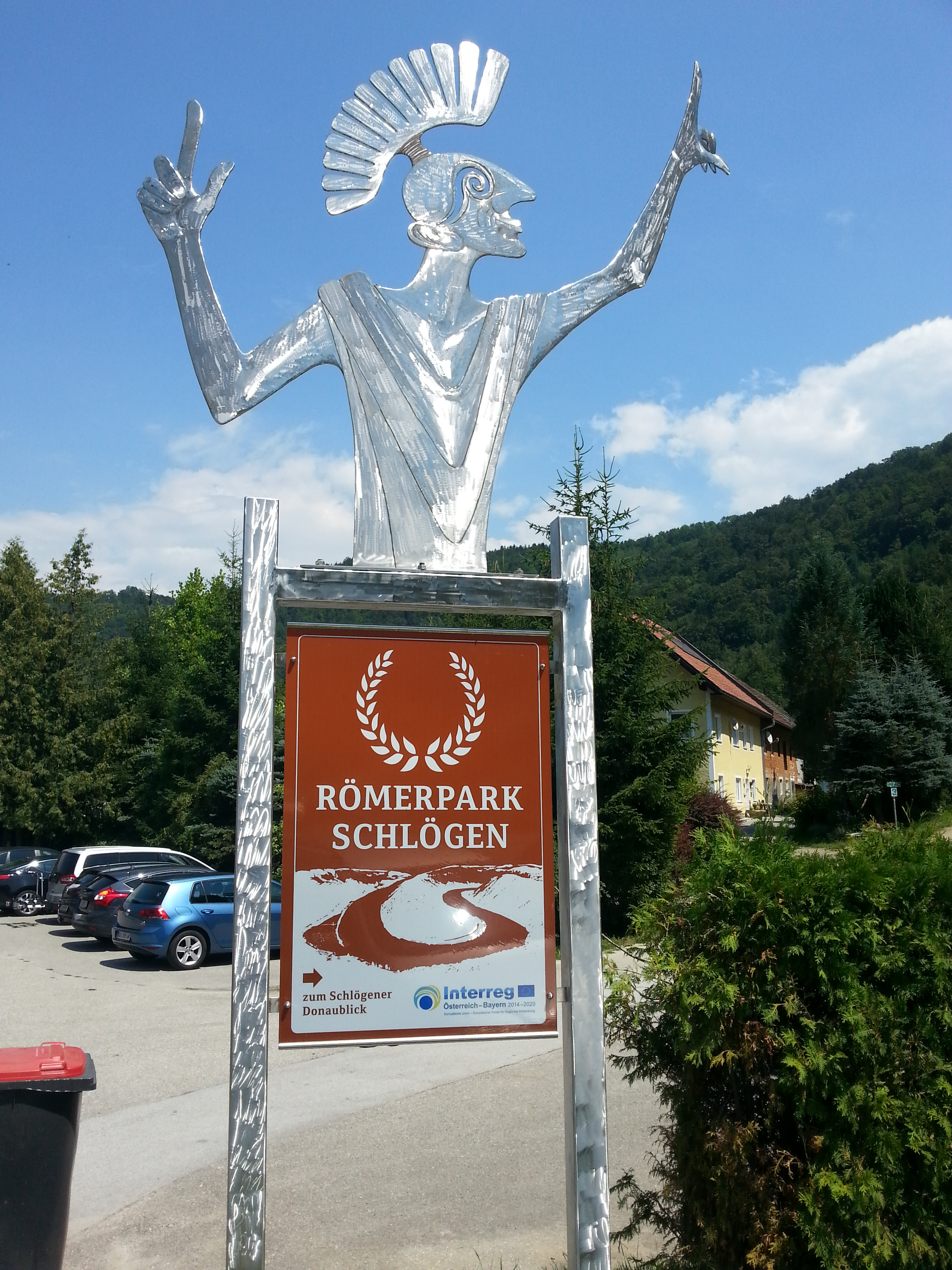
Eingang zum Römerpark Schlögen

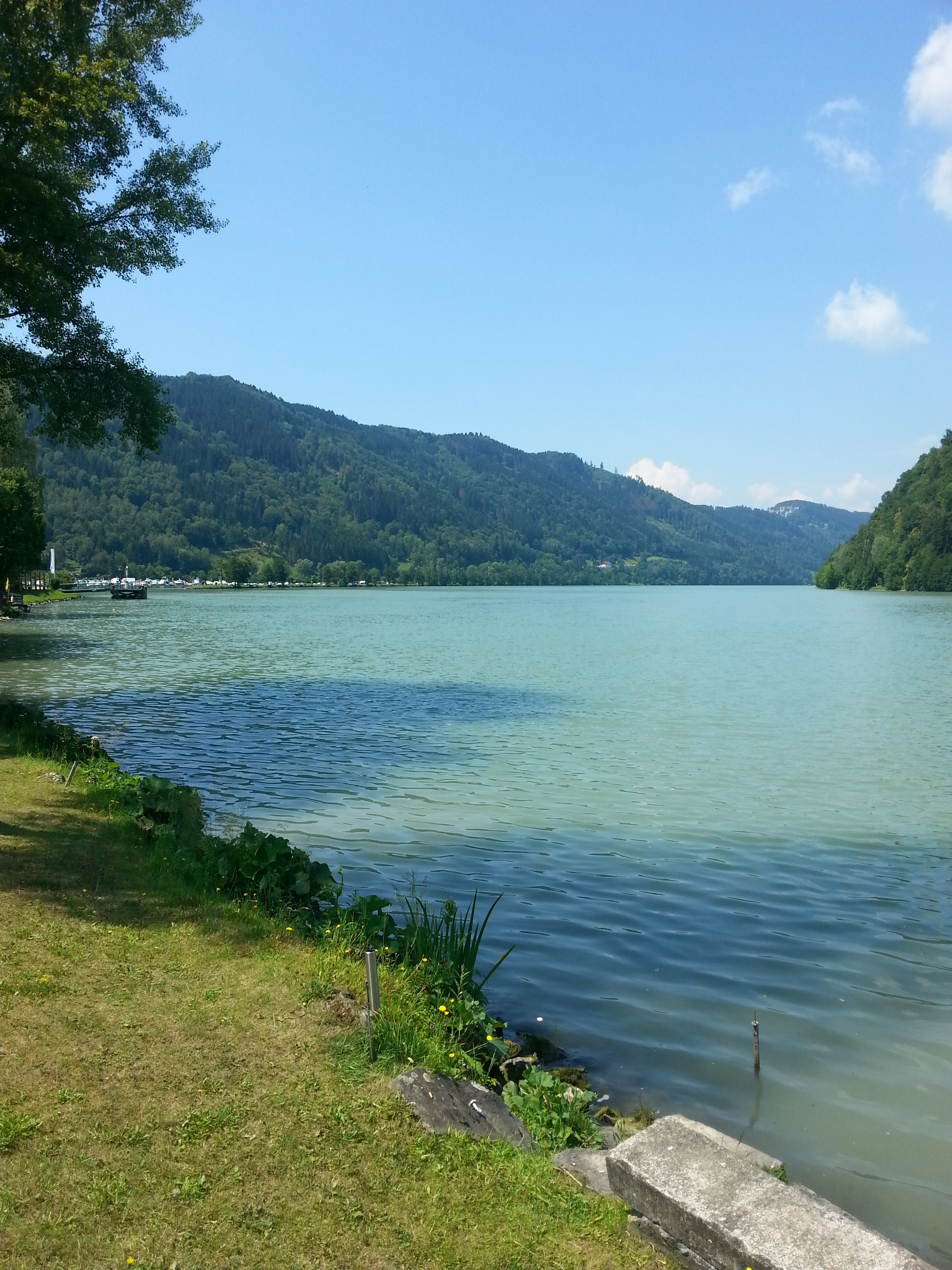
Blick auf die Donau, östlich des Kastellareals

Zeichnung der Grabungen in Schlögen, Kastell und Vicus, nach Enzlmüller, 1838

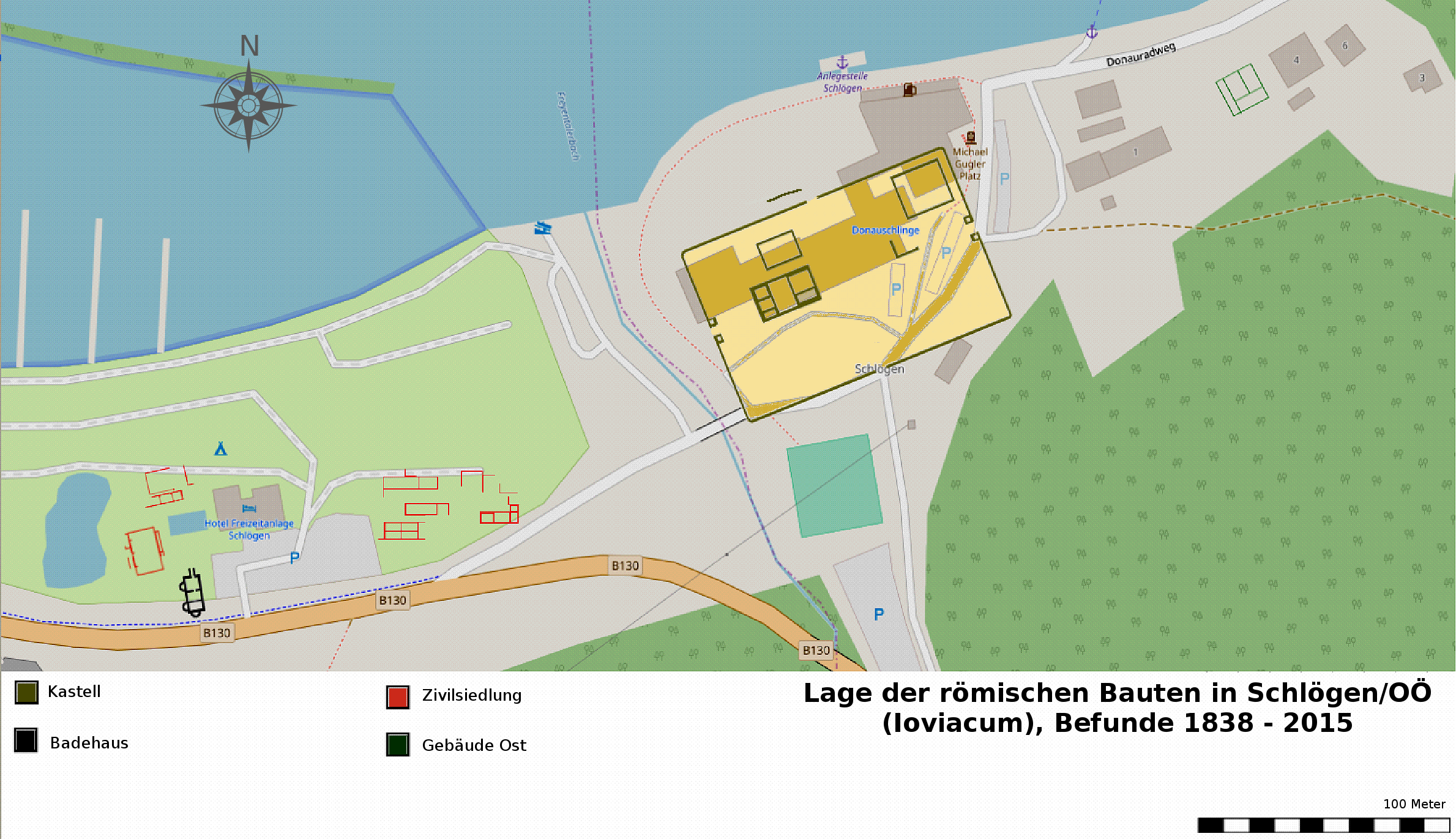
Befundskizze Kastell und Vicus (Grabungen 1838 bis 2015)

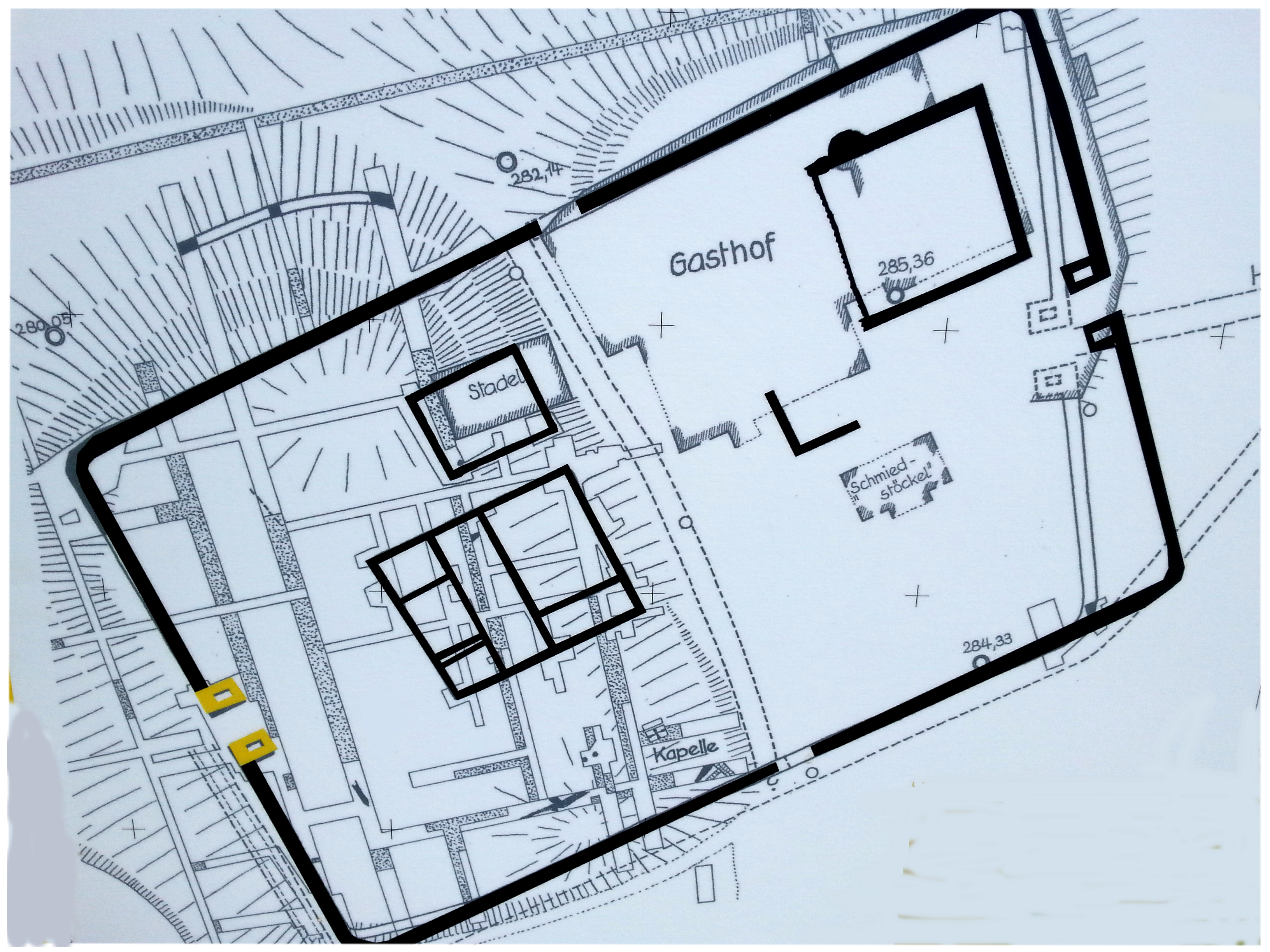
Befundplan des Kastells

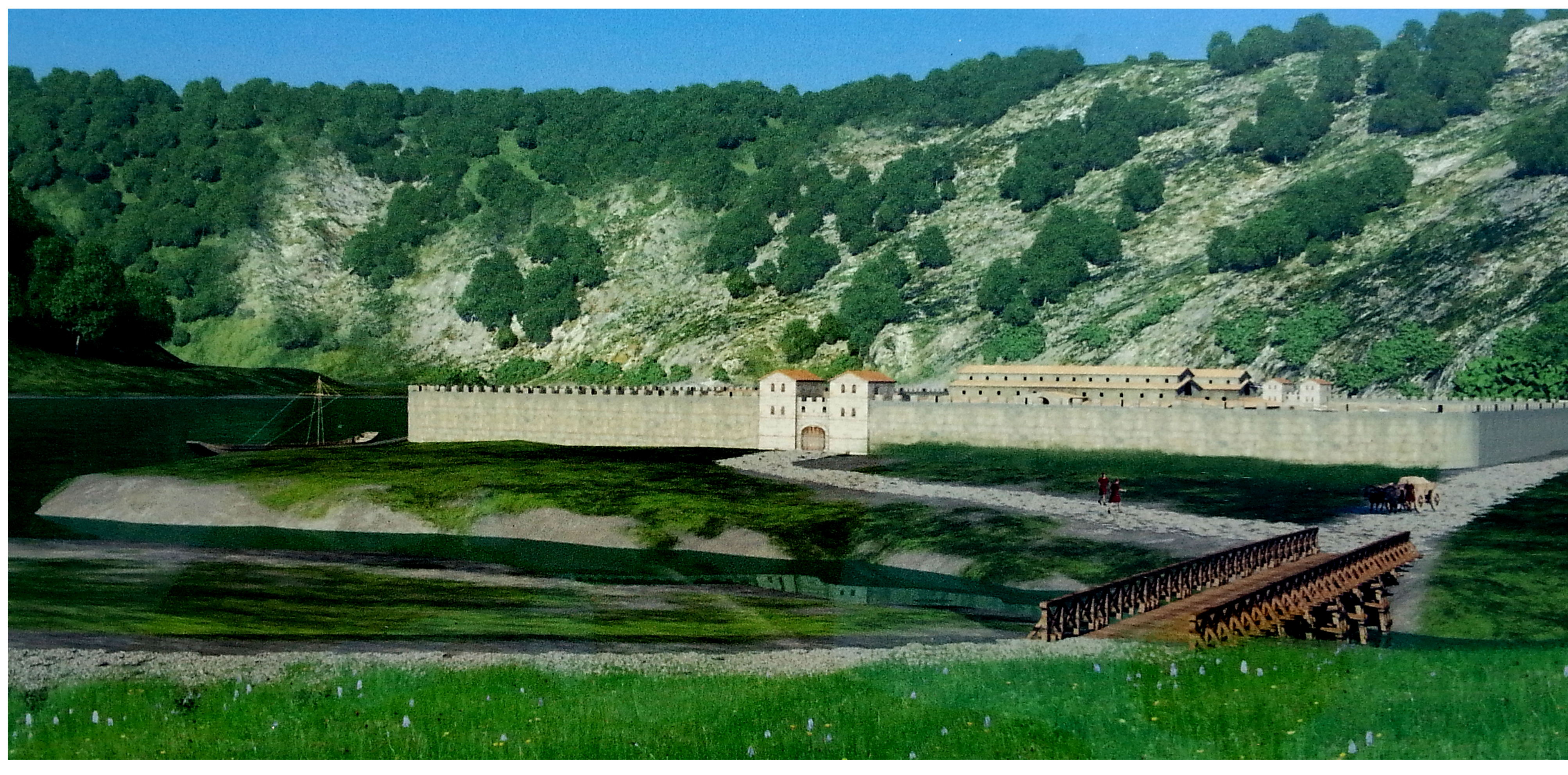
3D-Rekonstruktion des Kastells

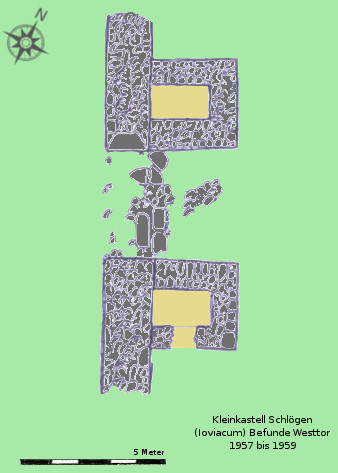
Das Westtor nach den Befunden von 1957–1959

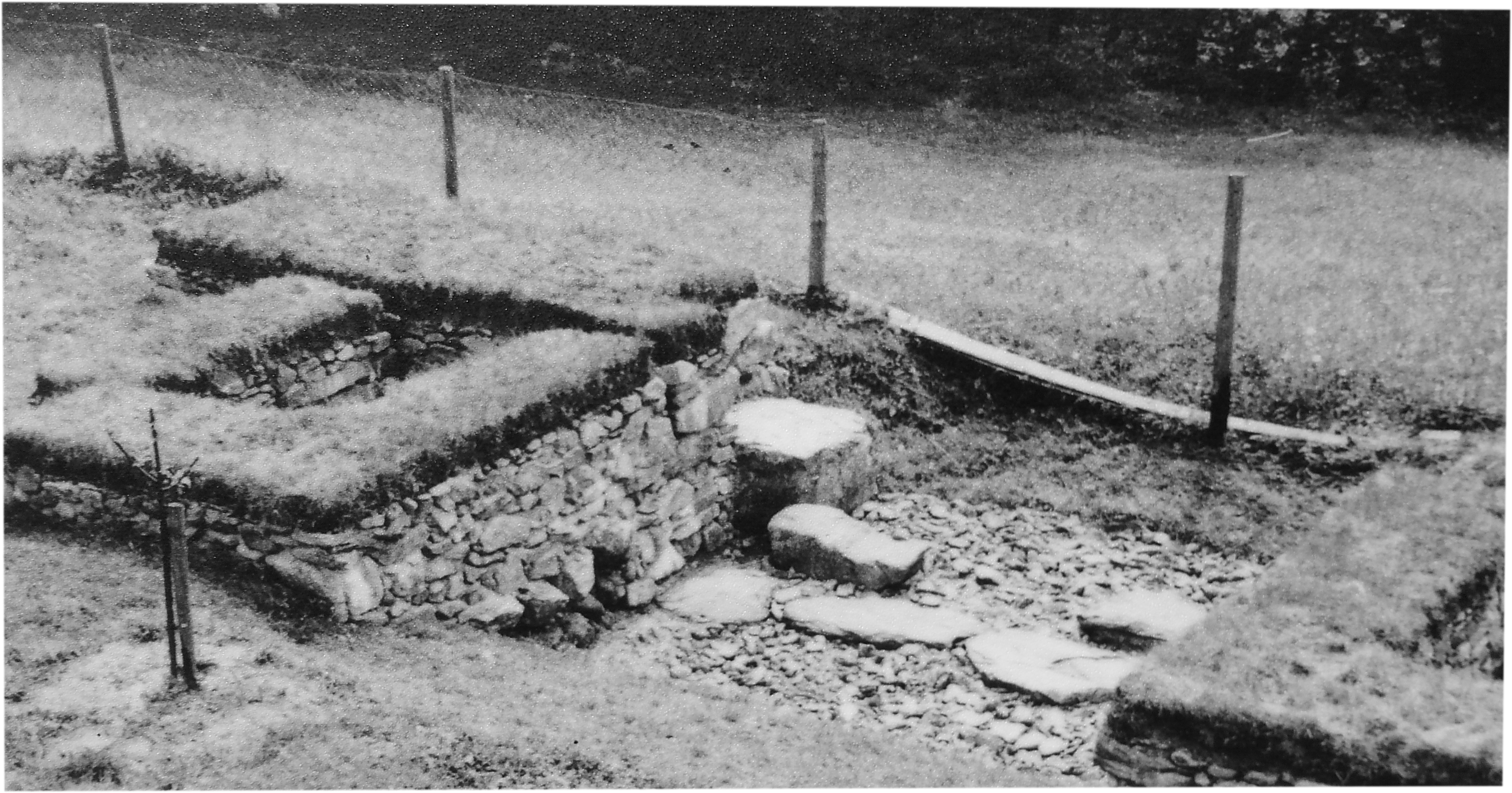
Zustand des Tores um 1957

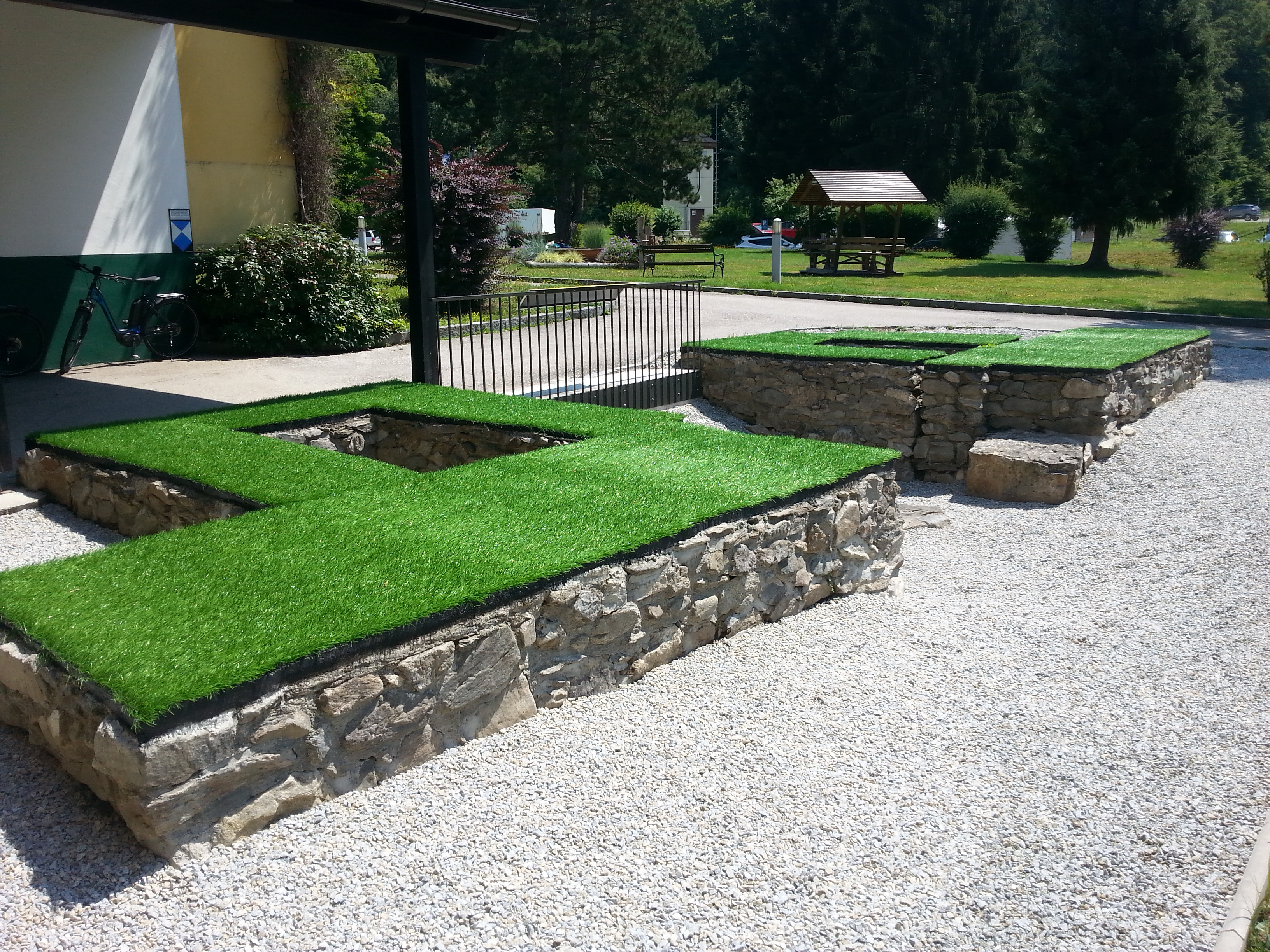
Neu gestaltete Präsentation der Torruine 2018

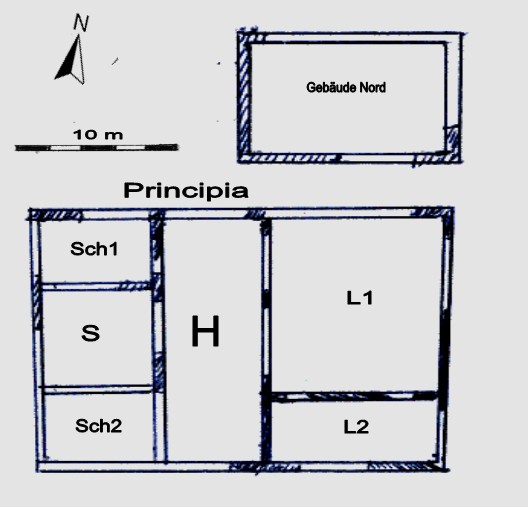
Principia und Gebäude Nord nach den Befunden von 1957–1959

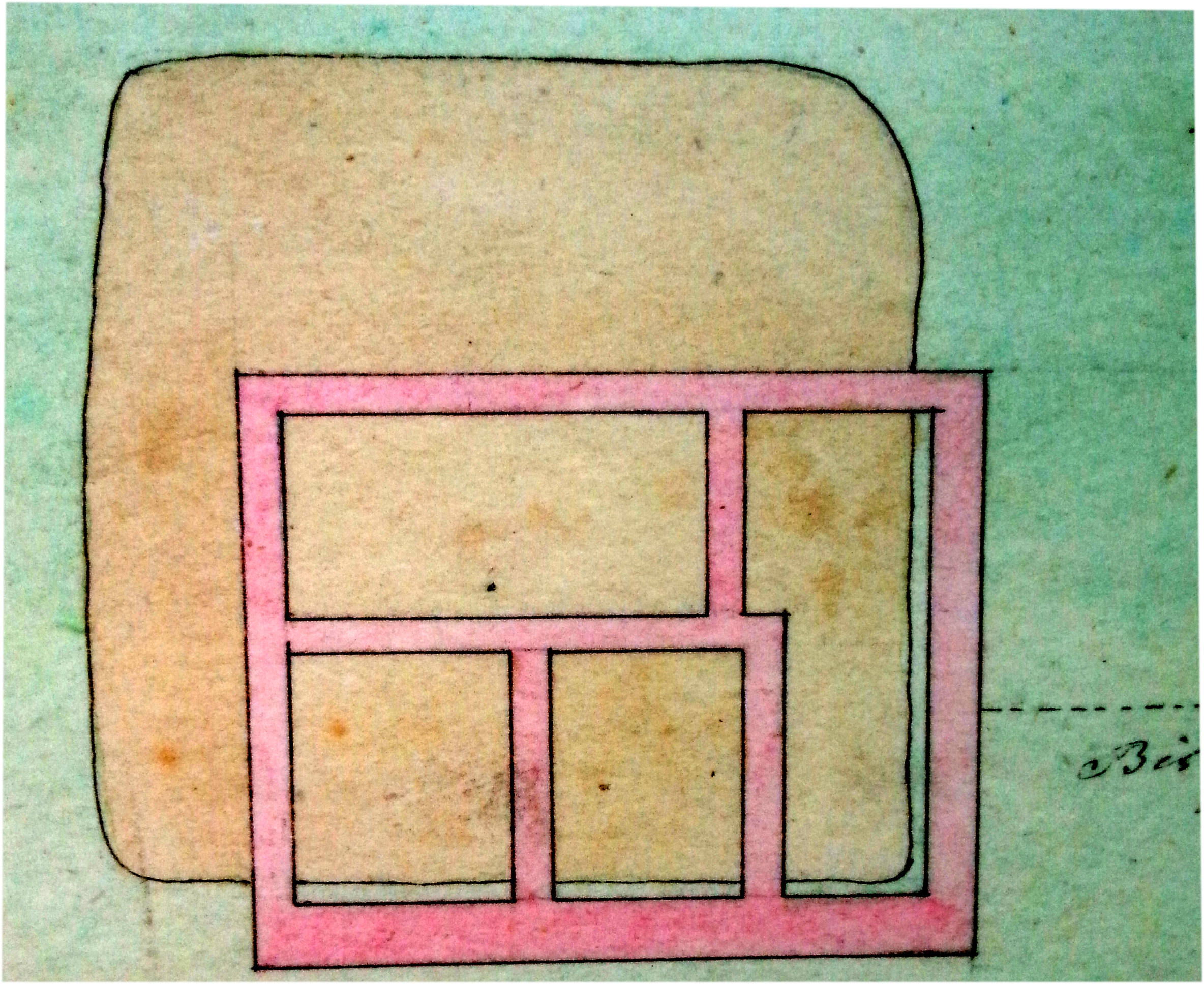
Befundplan des Gebäudes Ost aus dem 19. Jahrhundert

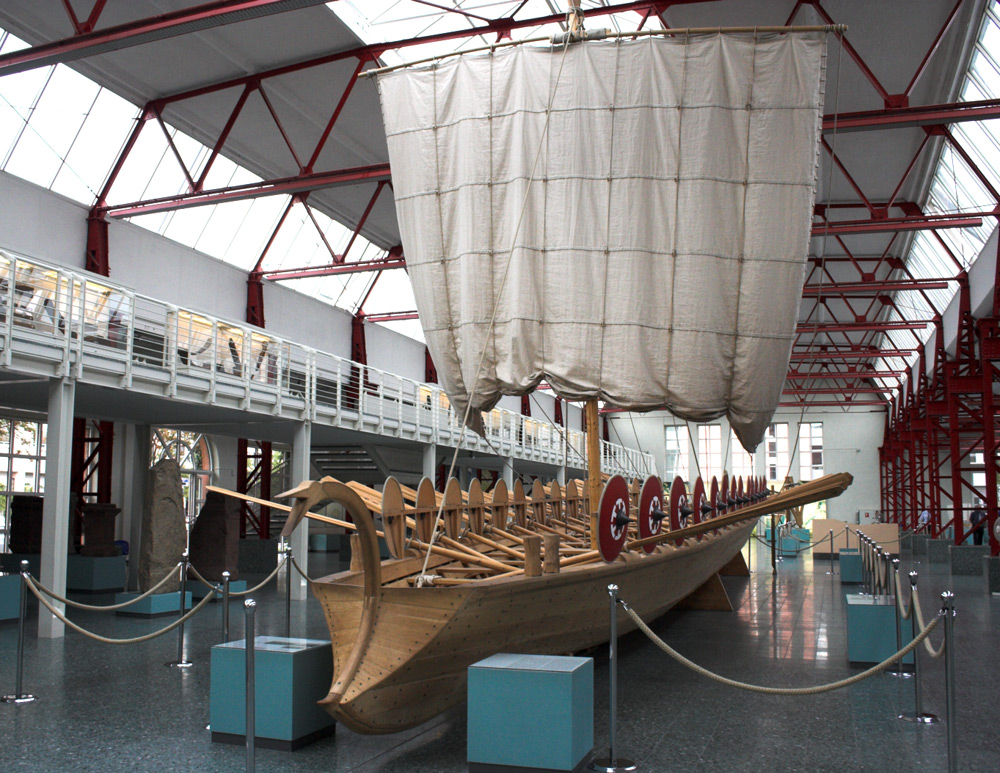
Spätantike Navis Iusoria, (Flusskampfschiff)

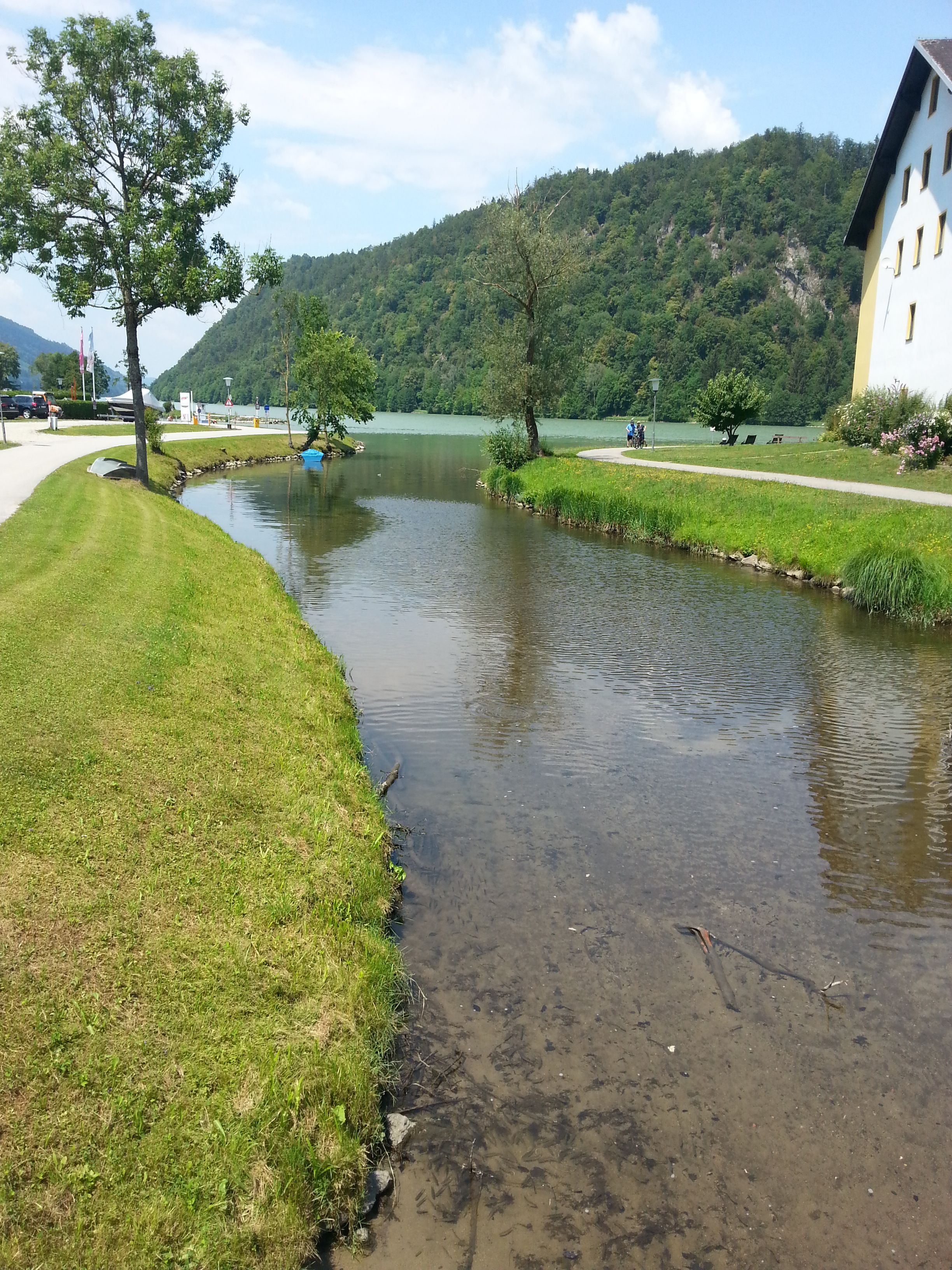
Mündung des Andlersbach in die Donau

Das römische Kleinkastell in Schlögen (Gemeinde Haibach ob der Donau, Bezirk Eferding, Bundesland Oberösterreich), möglicherweise das antike Ioviacum, war Teil der Sicherungsanlagen des römischen Donaulimes in Österreich. Es war vermutlich vom 1. bis ins 5. Jahrhundert mit römischen Truppen belegt und diente als Auxiliarlager (Hilfstruppen) und eventuell auch als Stützpunkt der Classis Histriae (Donauflotte). Neben dem Kastell werden in diesem Artikel auch die beiden Wachtürme von Kobling behandelt. Das Bodendenkmal ist seit 2021 Bestandteil des zum UNESCO-Weltkulturerbe erhobenen Donaulimes.

## Name
Das Lager wurde seit dem 19. Jahrhundert durch den Geistlichen Josef Gaisberger (1792–1871) mit dem in der Notitia Dignitatum erwähnten Ioviacum gleichgesetzt. Zum ersten Mal wurde Ioviacum in der Geographica des Claudius Ptolemäus in der Liste der von Claudius an der Donau gegründeten Städten angeführt. U. a. wurde dort auch ein „Claudiovium“ erwähnt, das oftmals auch mit Ioviacum in Zusammenhang gebracht wurde. Weiters wird Ioviacum im Itinerarium Antonini als Station Ioviaco auf der Route Lauriacum–Boiodurum angeführt. Diese Strecke ist ein Teilabschnitt der in der Literatur als „Straße entlang der Donau“ oder auch „Donaustraße“ bezeichneten römischen Reichsstraße. In der Vita Sancti Severini wird Ioviacum als Oppidum erwähnt, in dem der Presbyter Maximus bei einem Überfall der Heruler stranguliert worden sein soll.
Der Name Ioviacum ist wahrscheinlich keltischen Ursprunges. Das Suffix -acum bezeichnete nach Johann Baptist Keune (1858–1937) einen Landbesitzer und wurde meist an Personennamen angefügt. Seit der römischen Okkupation des größten Teils der keltischen Siedlungsgebiete wurde es immer öfter verwendet und ordnete nach Gerhard Rasch den Grundbesitz oder ein Dorf der jeweiligen Sippe zu. Gaisberger und der Historiker Eduard Böcking (1802–1870) versuchten ihn auch als Ableitung vom Beinamen des Diokletian, Iovius, zu sehen, dies wurde jedoch von Richard Trampler abgelehnt, da es ansonsten Iovianum oder Ioviana hätte heißen müssen.
Die Identifizierung des Kleinkastells Schlögen als Ioviacum ist jedoch heute umstritten. Insbesondere der klassische Archäologe Lothar Eckhart (1918–1990) sah diesen Standort für einen Kriegshafen der römischen Donauflotte als viel zu klein dimensioniert an.

## Lage

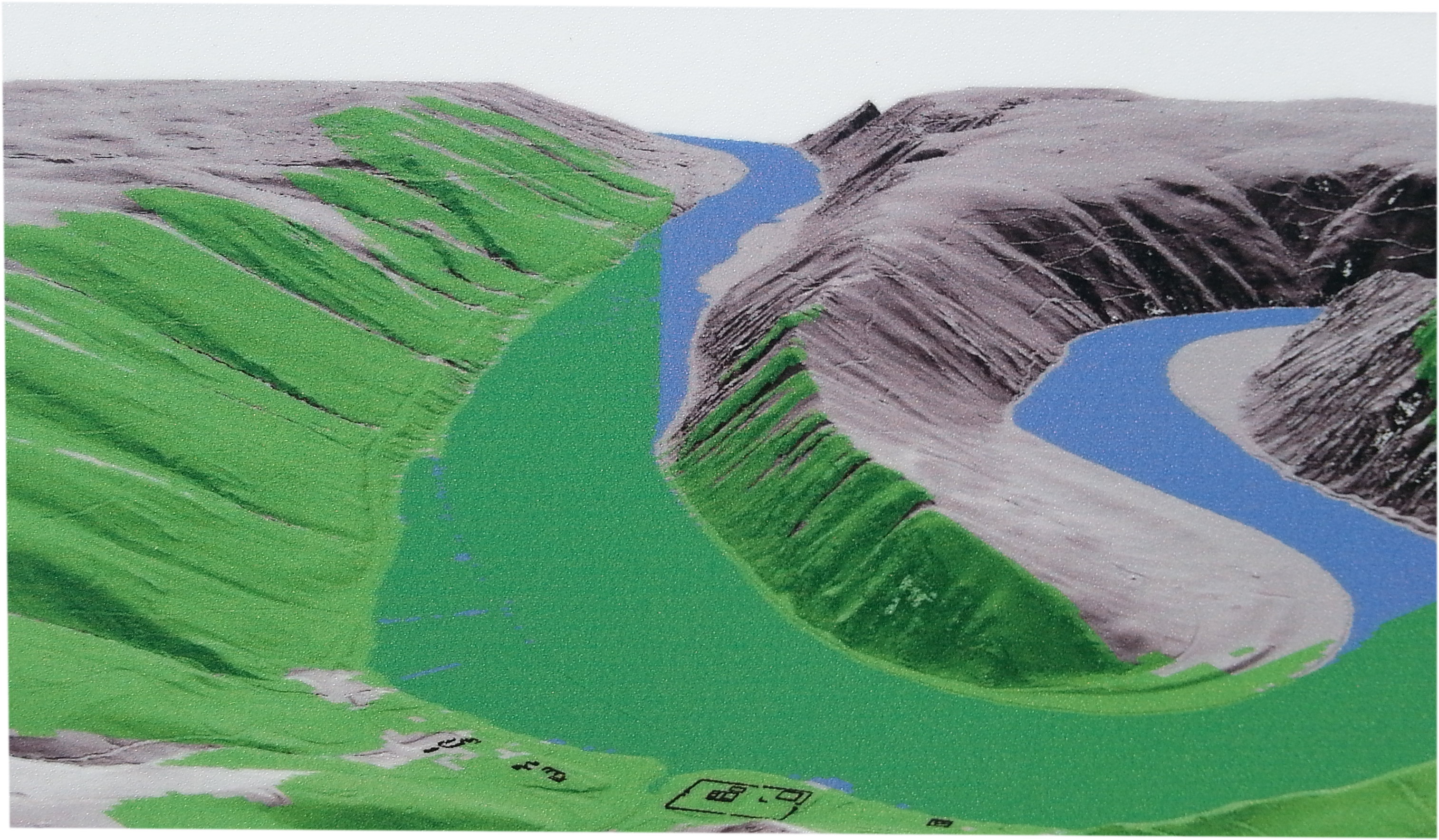
Überwachungsbereich (grüne Markierung) des Kastells

Die Fundstelle befindet sich am Beginn der sogenannten „Schlögener Schlinge“, lange Zeit eine gefährliche Engstelle mit tückischen Strudeln, die heute aber durch den Stausee des Donaukraftwerkes Aschach entschärft ist. Hier bildeten sich auch oft Schotterbänke und -inseln sowie immer wieder auch seichte Nebenarme. Das Kleinkastell lag auf einer zehn bis elf Meter hohen Niederterrasse zwischen dem Andlersbach und Mühlbach, westlich davon der dazugehörige Vicus auf einem circa 17 m hohen Plateau. Auch die ältere Flurbezeichnung „Hochgupf“ bezieht sich auf diese besonders hochwassergeschützte Lage. Ein Straßenstrang erstreckte sich der westlichen Kastellmauer entlang vom Westtor nach Süden, wo sie auf eine weitere Straße traf, die wohl über eine Brücke zum Vicus führte und sich danach wieder in der von Haibach kommende Limesstraße entlang des Donauufers Richtung Passau fortsetzte. Der vom heutigen Gasthof auf den Hochgupf führende Weg bildete einst den decumanus des Kastells. Von der Limesstraße aus ist auch eine Verbindung über das Freyental Richtung Südost in das Eferdinger Becken bekannt.

## Forschungsgeschichte
Im Jahr 1837 bildete sich der sogenannte „Schlögener Grabungsverein“ um den Chorherren des Stiftes St. Florian, Josef Gaisberger. Sein Ziel war es, in Oberösterreich erste Ausgrabungen mit wissenschaftlichen Methoden (nach damaliger Auffassung) vorzunehmen. Seine ersten Unternehmungen setzte der Verein in den Jahren 1837 bis 1840 im Bereich von Schlögen an. Regelmäßig wurden auch Berichte über die Aktivitäten des Vereines für das 1833 gegründete Museum Francisco-Carolinum in Linz verfasst und die Grabungsergebnisse zusätzlich in Zeichnungen festgehalten. Diese Ausgrabungen gelten als erste systematische Grabungen in Oberösterreich und im Bereich des österreichischen Abschnitt des Donaulimes. Unmittelbarer Anlass für die Grabung in Schlögen war der 1837 bei Haibach gemachte Fund eines Aureus des Diokletian, der nach Linz gemeldet wurde. Einzelne Abschnitte des Gasthofgartens wurden dabei mittels in die Erde getriebene Eisenstangen sondiert und danach mehrere Mauerstrukturen (Teile der Südmauer, Westmauer, westlicher Teil der Nordmauer) freigelegt, um den Verlauf der Kastellumwehrung ermitteln zu können. Nur die Ausdehnung nach Osten war durch die Freilegung der Südost-Ecke bekannt. Aber auch Teile der Südmauer, der Westmauer und der linke Abschnitt der Nordmauer konnten dabei genauer untersucht werden.
1937 führte der Archäologe Erich Swoboda (1896–1964) eine nicht publizierte Ausgrabung am Kastellareal durch. Gleichzeitig wurde dabei auch das Lagerdorf untersucht. Neben der Freilegung eines Teils der Südmauer bis zur Sohle (Höhe der Mauern 150 bis 160 cm) schnitt Swoboda auch erstmals ein Stück der Ostmauer an und ermittelte so die Ausdehnung des Kleinkastells. Er berechnete dabei für die Nord-Süd-Ausdehnung des Kastells eine Länge von 108 m und die Breite der Kastellmauer sogar auf vier Meter (!). Dieser Irrtum veranlasste seinen Kollegen Rudolf Egger (1882–1969) anfangs von einem „spätantiken Kastell mit besonders starken Mauern“ zu sprechen.
Eine 1957–1959 von Eckhart in Suchschnitten durchgeführte „planmäßige Notgrabung“ (insgesamt fünf Kampagnen, Auftraggeber Oberösterreichisches Landesmuseum) umfasste nunmehr den gesamten Westteil des Kastells. Durch die Freilegung der abgerundeten Nordwest-Ecke, des Westtores und einiger Abschnitte der Kastellmauer im Norden, Süden und Osten, die teilweise noch bis in eine Höhe von 2,6 m erhalten waren, war die Kastellfläche nun genau zu ermitteln (0,65 ha). Auch Grundmauern mehrerer Häuser der Innenbebauung konnten ausgegraben werden, sie wurden u. a. als Principia und Fabricae interpretiert (Eckhart 1969). Das Kastell stieß im Westen bis ans Ufer des Andlersbach, der in der Antike noch etwas weiter östlich verlief.
Fundobjekte waren Glas- und Keramikgefäße, Ziegel, Münzen, Bekleidungs- und Trachtbestandteile, verschiedene Metalle, Werkzeuge, diverse Gerätschaften, Glas, Keramik, acht Münzen (trajanisch bis spätantik), Fibeln, Metallvaria, Werkzeuge, Geräte sowie Militaria (Kettenpanzerfragment und Lanzenspitze aus den Principia). Diese Funde werden heute im Oberösterreichischen Landesmuseum/Schlossmuseum in Linz aufbewahrt. 1959 und 1972 wurde die Grundfesten des Westtores vom Österreichischen Bundesdenkmalamt restauriert und öffentlich zugänglich gemacht. 1972 wurde bei Erdarbeiten zwischen dem Gasthof und dem Hallenbad römische Mauersubstanz zerstört.
1984 führte die Archäologin Christine Schwanzar im Bereich des Vicus am Hochgupf eine Notgrabung durch. Untersucht wurden dabei drei Planquadrate auf den Parzellen 3576/1 und 3576/2. Zusammenhängende Mauerzüge konnten zwar nicht aufgedeckt werden, jedoch kam zahlreiches Fundmaterial wie z. B. neolithische Schaber, Terra Sigillata und sonstige Keramik zutage. Auch fanden sich zahlreiche tubuli-Fragmente. Das Areal wurde danach unter Denkmalschutz gestellt.
Die Auswertung geophysikalischer Prospektionen aus dem Jahr 2013 zeigten, dass größere Teile der Kastellmauern und zumindest zwei Gebäude der Zivilsiedlung noch gut erhalten sind. Von 2014 bis 2015 wurde unter der Leitung von Stefan Traxler, Sammlungsleiter Römerzeit, Mittelalter- und Neuzeitarchäologie am Oberösterreichischen Landesmuseum, das Badegebäude freigelegt. Seine Reste wurden anlässlich der OÖ Landesausstellung 2018 mit einem Schutzbau überdacht und der Öffentlichkeit zugänglich gemacht.

## Entwicklung
Die Verteidigungsfunktion des Kleinkastell Schlögen ergibt sich aus seiner geographischen Lage, zwei scharfe Stromabbiegungen der Donau und die Mündungen dreier Bäche am linken Ufer und die zwei kleinerer am rechten Ufer. Die Steilwand des rechten Ufers wurde durch den Andlersbach durchbrochen, vorspringende Felsrücken ermöglichten die Beobachtung der römischen Aktivitäten aus nächster Nähe. Auch die Unwegsamkeit des Geländes erleichterte eine unbemerkte Annäherung von Feinden und begünstigte Flankenangriffe. Die Besatzung des Lagers von Schlögen hatte daher laut Franz Pfeffer vor allem den Straßenabschnitt Boiodurum-Lauriacum, unmittelbar an dessen Austritt aus einem Granitmassiv und einen Passübergang bei Sieberstal abzusichern.
Die Schlögener Donauschlinge war ansonsten für die Überwachung des Verkehrs auf dem Strom ein idealer Platz. War man an den ersten Kontrollposten vielleicht noch vorbeigeschlüpft, mussten die Eindringlinge der Flussbiegung folgend aber an weiteren Grenzwachen vorbei und konnten von diesen vom anderen Ufer aus abgefangen werden.
Im Allgemeinen wurde die Entstehungszeit des Kastells von der Fachwelt frühestens für das 3. Jahrhundert n. Chr. – im Zuge des Ausbaues der Limesstraße (Franz Pfeffer um 1960) – angenommen (Eduard Novotny, Rudolf Egger, Erich Swoboda). Aufgrund diverser Kleinfunde datierte Rudolf Noll einen ersten Kastellbau in eine viel frühere Zeitperiode, also nicht in die frühe Kaiserzeit. In der Brandschicht der ersten Bauperiode konnte eine Münze Caracallas sowie ein Antoninian des Licinius entdeckt werden, die Eckhart wiederum dazu veranlassten, die Entstehungszeit des Kastells I in die Zeit um 200 n. Chr. zu taxieren. Zusammen mit diesen beiden Münzen konnte ein weiterer Antoninian des Probus geborgen werden, der für eine Zerstörung des frühen Lagerbaues in der Zeitperiode zwischen der ersten Tetrarchie und der Herrschaft Konstantins I. spricht.
Für einen weiteren Datierungsversuch konnte auch die Fundkeramik hinzugezogen werden, die sich nach Anna-Barbara Follmann und Walter Podzeit hauptsächlich aus Rheinzabener und Westerndorfer Exemplaren zusammensetzt. Diese lässt wiederum den Bau des Kastells I zwischen den späten Jahren der Regierungszeit des Kaisers Hadrian und dem Ende der Markomannenkriege annehmen, da der Münzumlauf im Siedlungsumfeld des Lagers mit Hadrian beginnt (Eckhart 1969). Eckhart relativierte allerdings auch diese Theorie, da nicht alle Münzen aus dem Kastell selbst, sondern einige auch aus dem Vicus stammen, der jedoch nicht unbedingt zeitgleich mit der Befestigung entstanden sein muss.
Nach etwa 100 Jahren Bestand dürfte das Kastell I um 300 n. Chr. durch ein Feuer zerstört worden sein. Die Ruine wurde danach für einen längeren Zeitraum (40–50 Jahre) nicht mehr benutzt, da die Fundschichten von I und II relativ weit auseinanderliegen. In der Spätantike baute man das Kastell anscheinend exakt an derselben Stelle und in den gleichen Dimensionen wieder auf. Seltsamerweise entspricht diese Befestigung auch nicht dem Bautyp einer spätrömischen Anlage. Die Wiederbesetzung dürfte nach Ansicht Eckharts (gestützt auf den Fund eines Centenionalis, 350–360 n. Chr.) im späten 4. Jahrhundert n. Chr. erfolgt sein, was jedoch vor allem von Günter Ulbert entschieden abgelehnt wird. Ihm erschien es mehr als unwahrscheinlich, dass in der Spätantike die mehrere Jahrzehnte brachliegende Ruine genau nach dem Schema mittelkaiserzeitlicher Anlagen wiederaufgebaut worden sein sollte.
Das Ende des Kastells in Schlögen fixierte Richard Trampler nicht vor 455 n. Chr. und nicht wie Josef Gaisberger für das Jahr 477, da in der bezughabenden Passage der Vita des St. Severin nur von vastare („verwüsten“) die Rede ist. Nach Ansicht Eckharts stand das Kastell samt Hafenanlage und Bootswerft noch bis in das frühe 5. Jahrhundert n. Chr. in Verwendung. Severin verfügte in Noricum wohl über ein gut ausgebautes Nachrichtennetz. Im Fall von Ioviacum/Ioviaco, „einer Stadt mehr als zwanzig Meilen von Batavis entfernt“, warnte er dessen Bewohner vor einem Barbarenüberfall und forderte sie eindringlich auf zu fliehen. Zwei Boten schickte Severin ab, den Kantor Moderatus, dem man aber keinen Glauben schenkte, dann einen Bürger aus Quintanis, der offenbar selbst ein Augenzeuge von Kriegsgräueln geworden war und seinen Heimatort bereits aufgegeben hatte. Zumindest der Presbyter von Ioviaco, Maximianus, sollte zur Flucht bewogen werden. Beide Boten richteten aber nichts aus. Ioviaco wurde schließlich zerstört, seine Bewohner gefangen genommen oder getötet und Maximian aufgehängt.

## Kastell
Es handelt sich um eine rechteckige, mehrphasige Anlage (Periode I und II) dessen praetentura allerdings nicht wie ansonsten üblich „feindwärts“, Richtung Nordwesten, sondern Richtung Haibach an der Donau (Südosten) ausgerichtet war. Die Kastellmauern umschlossen eine Fläche von circa 0,65 ha, deren Niveau von Nord nach Süd um 2 m gegen die Donau abfiel. Nach den Beobachtungen im Nordosten nach zu schließen waren deren Ecken abgerundet. Hier hatte sich auch noch die ursprüngliche Mauerkrone der Periode I in Falllage erhalten. Die leicht nach Süden verzogene Grundfläche orientiert sich in ihrer Längsachse am Ufer der Donau (NNW) und an den Läufen des Andlers- und Mühlbaches, (Maße: 67,5 m × 109,50 m).
Die beiden Bauphasen waren durch eine klar erkennbare Brandschicht (verbrannter Hüttenlehm, verkohlte Holzreste) getrennt. Die jüngeren Fundamente waren exakt auf die alten aufgesetzt worden, sodass anzunehmen ist, dass der Grundriss der Festungsanlage sich dabei nicht wesentlich verändert hat. Die Fundamente der Periode I hatten keilförmigen Charakter und waren in Trockenmauerwerk mit einer Breite von ca. 1,25 m (Westseite) und im Osten mit einer Breite von 1,65 m ausgeführt. Die Fundamente der Periode II bestanden aus vermörtelten Quadermauerwerk mit einer Breite von durchschnittlich 1,65 m. Die Breite der Westmauer betrug 1,40–1,50 m, die Südmauer war durch Steinraub und die vorhergehenden Grabungen am meisten beschädigt, die Ostmauer konnte zwar nicht ergraben werden, deren Lage ist aber durch den Mauerfund von 1937 durch Erich Swoboda bekannt.
Das Baumaterial bestand aus unterschiedlich großen, kantigen Bruchsteinen und Geschiebetrümmern (Gneise, weißer Granit, Quarz-, Sand-, Kalkstein sowie Kalktuffe). Wegen der Nähe zum Donauufer konnte vermutlich auch kein umlaufender Spitzgraben angelegt werden. Im Innenbereich konnte auch kein standardmäßiger Erdwall hinter der Mauer festgestellt werden. Der Wehrgang bestand stattdessen aus einer Holzkonstruktion dessen Reste in Form von verkohlten Bodenbrettern, Balken und deutlich höher liegenden Löchern für eine Balkenverkeilung erhalten waren.

## Türme und Tore
Von den insgesamt zwei Lagertoren konnte nur das westliche vollständig ausgegraben und untersucht werden. Es handelt sich um eine Doppelturmanlage, die gegenüber ihrem vermuteten Pendant im Osten um etwa einen Meter Richtung Süden verschoben war. Die Türme waren nicht fest mit der Lagermauer verbunden, sondern nur an diese angesetzt. Zwischen dem nördlichen und südlichen Torturm (jeweils 3 × 3 m, Mauerstärke: 0,90 m, Innenfläche: 1,20 × 1,20–1,30 m) verlief eine 3,30 m breite, gepflasterte Durchfahrt; das Straßenpflaster war durchgehend der Periode II zuzurechnen. Die Tortürme dienten wahrscheinlich als Wachstube und Zugang zur Wehrganggalerie der Kastellmauer, als Geschützplattform kommen sie wegen ihrer geringen Größe nicht in Frage. Ob auch das Osttor Flankentürme hatte, muss bis dato unbeantwortet bleiben.
Bei der Untersuchung der Nordostecke konnte kein Turm angetroffen werden. Nach Meinung von Eckhart trifft dies auch für die übrigen Lagerecken zu und spricht weiters für das Nichtvorhandensein von Zwischentürmen. 1,20 m vor dem Westtor konnte auch eine ca. 3 m breite Geleisstraße aus in drei Steinlagen gegliederten Grobsteinen angeschnitten werden. Wegen ihrer geringen Tiefe (ca. 0,20 m unter dem heutigen Niveau) dürfte sie ebenfalls der Periode II angehören.

## Innenbauten

### Principia
Die Mauern des sogenannten Mittelgebäudes wurden im Frühjahr 1957 angeschnitten. Das Gebäude lag ungefähr 23 m von der Nordmauer, von der südlichen 24 m entfernt. Seine Ost-West-Achse war im Gegensatz zum Kastell um 1 m und gegenüber der Achse des Westtores um etwa 2 m nach Norden verschoben. Der Abstand zum Tor betrug ungefähr 24 m. Die Mauern der Principia verliefen in ihrer Ausrichtung aber ansonsten konform zur Kastellmauer. Der Befund erbrachte ein 22,37 × 18,32 m messendes, quadratisches Gebäude. Die Fundamentbreite seiner Nord-, Süd- und Westmauer waren nach Osten hin abgerutscht, sodass sich ihre exakte Breite nicht mehr ermitteln ließ (wohl um die 0,90 m).
Die Raumeinteilung des Gebäudes wird durch Eckhart von West nach Ost in drei Zonen unterteilt: West, drei Räume (Sch1, S und Sch2); Mitte, nur Raum H, und Ost, zwei Zimmer (L1 und L2).
Sch1 und Sch2 maßen 5,85 × 4,5 m, bzw. 5,40 ×  4,50 m, der dazwischenliegende Raum S, 5,60 × 7,80 m. Breite der Trennmauern: 6,60 bzw. 0,75 m. Abmessungen Halle B, 17,70 ×  5,75 m, Trennmauer 0,75 m. Abmessungen Raum L1, 13,25 × 9,70 m, Trennmauer 0,60–0,70 m.
Die Außenwände der Principia waren im Westteil gemauert, der Ostteil bestand wohl nur aus einer Fachwerkkonstruktion mit Lehmbewurf. Die Fundamente der Mauern gehören bis auf wenige Ausnahmen der Periode II an und wurden in Trockenbauweise errichtet. Nur in ihren oberen Teilen konnten Mörtelspuren nachgewiesen werden. Funde von einzelnen Grobputzbrocken legen nahe, dass die Wände teilweise verputzt waren. Im Norden und Westen von Raum Sch1 war das aufgehende Mauerwerk noch bis zu einer Höhe von 0,40 bis 0,60 m erhalten, in Sch2 bis zu einer Höhe von 0,45 m. Anzeichen einer Heizungsanlage fanden sich nicht. Auch Spuren einer Apsis oder einer Unterkellerung des Fahnenheiligtums (Aerarium) konnten nicht festgestellt werden. Der relativ große Raum S dürfte laut Eckhart als (allerdings ungewöhnlich großes) Fahnenheiligtum (Sacellum) gedient haben. Raum H dürfte als Versammlungsort für unterschiedliche Zwecke vorgesehen gewesen sein.
Die Principia wurden nach Interpretation der begleitenden Funde durch eine Brandkatastrophe zerstört.

### Gebäude Nord
Zwischen Nordmauer und Principia konnten die Spuren eines weiteren, ca. 10,30 × 13,5 m messenden, rechteckigen Gebäudes beobachtet werden. Sein Abstand zu dem Stabsgebäude betrug rund 4,10 m. In seiner Bauweise war es den Principia sehr ähnlich. Raumunterteilungen konnten keine festgestellt werden, es bestand wohl nur aus einem einzigen großen Innenraum. Seine Mauerbreiten variierten zwischen 0,75 und 1,20 m. Das Gebäude Nord dürfte zeitgleich mit den Principia entstanden sein, ist also ebenfalls der Periode II zuzuordnen. Seine genaue Funktion ist umstritten, es könnte als Werkstatt (Fabrica), Speicherbau (Horreum), aber auch als Ausrüstungs- oder Waffenlager (Armamentarium) für die Kastellbesatzung oder der eventuell hier stationierten Patrouillenschiffe gedient haben.

### Gebäude Süd
Südlich der Principia konnte Eckhart die geringen Reste eines fast vollkommen zerstörten Hauses nachweisen. 15 m vor der Südmauer und 23,50 m vor der Nordmauer fanden sich noch einige wenige Fundamentreste, deren Breite aber nicht mehr zu ermitteln war. Der Ausgräber schließt auf einen Bau mit mindestens zwei oder drei Räumen. Vermutlich handelte es sich um ein zweiphasiges Wohngebäude, möglicherweise das Praetorium (Kommandantenhaus). Trockenmauerfundamente und Holzpfostenverkeilungen deuten auf eine Holzkonstruktion. Das Gebäude wurde durch Feuer zerstört.
Weitere kleinere Gebäudereste kamen noch im Umfeld des Westtores, an der Via principalis und beim Gasthof Schlögen zu Tage.

## Hafenanlagen
Eckhart legte bei den Grabungen 1957–1959 westlich der Nordmauer bogenförmige Mauerreste frei, die er als Kaimauer der Periode II interpretierte. Diese Mauerzüge umliefen die gesamte Nordwestecke und erstreckten sich bis zum Ostufer des Andlerbaches. Der Anlegeplatz zwischen Kaimauer und Kastell war gepflastert. Der Fund eines Vertäuungssteines (der als Verankerung für einen Holzpflock diente) und die Überreste eines Holzständerbaues (Signalmast oder Bootshaus?) unterstützten diese Interpretation noch zusätzlich. Die Fundstelle ist heute eingeebnet, große Veränderungen erfolgten auch durch den Rückstau des Kraftwerkes Aschach und den Bau eines Anlegers für Sportboote.
Auch die Donau floss in der Antike viel näher am Kastell vorbei als heute. Die Zufahrt zum Hauptstrom der Donau, bzw. zum Kastell selbst, erfolgte aber wohl über eine Fahrrinne. Bei der Ausgrabung des Lagerdorfes wurde 1960 auch eine Steinlage angeschnitten, die sich Richtung Hochgupf hinzog. Sie kann wohl ebenfalls als Kaianlage angesprochen werden. 1962 wurden bei Bauarbeiten zwischen dem Wirtshaus Schlögen und dem sogenannten Kellerstadl, 45 m vom heutigen Donauufer entfernt, eine mit großen Steinblöcken abgesicherte ehemalige Uferböschung aufgedeckt und durch Eckhart untersucht. Möglicherweise handelte es sich hierbei um einen Kanal der zum (bis dato noch nicht nachgewiesenen) Nordtor des Kastells führte, an dessen Ende die Schiffe dann für Wartungs- oder Reparaturarbeiten an Land gezogen werden konnten.
Der Liegeplatz für die (möglicherweise hier stationierte) Patrouillenbootflottille kann nur etwas weiter flussaufwärts in einem toten Seitenarm (wo tatsächlich auch die Reste einer antiken Ufermauer nachgewiesen werden konnten), der zwischen der Donau und einer Schotterinsel entstanden war, gelegen haben. Er ist heute durch den Rückstau des Donaukraftwerkes Aschach völlig überflutet. Die Schotterinsel war wohl einst dicht mit Bäumen und Büschen bewachsen und deckte so den Kriegshafen vor unerwünschten Beobachtern ab.

## Garnison
Lothar Eckhart rechnet Schlögen zu den Numeruskastellen; es diente wahrscheinlich als Basis für eine Vexillation einer Auxiliar- oder Legionstruppe.
| Zeitstellung                  | Truppenname                                                                                         | Bemerkung | Abbildung |
| ----------------------------- | --------------------------------------------------------------------------------------------------- | --- | --------- |
| 2. bis 3. Jahrhundert n. Chr. | Legio II Italica (die zweite italische Legion), Cohors V Breucorum (die fünfte Kohorte der Breuker) | Ziegelstempel der Legion, einer dalmatinischen Einheit und der Breucerkohorte (gefunden im Vicus) lassen zumindest auf die Anwesenheit von Bauvexillationen dieser Einheiten schließen. |           |
| 2. bis 3. Jahrhundert n. Chr. | Numerus Maurorum (eine Schar Mauren)                                                                | Aufgrund einiger – zwischen Eferding und Enns – aufgefundener Ziegelstempel, könnte, laut Hannsjörg Ubl, auch eine maurische Einheit die Besatzung des Kastells gestellt haben. |           |
| 4. bis 5. Jahrhundert n. Chr. | Liburnarii (Marinesoldaten)                                                                         | Die in der Notitia Dignitatum angeführte Truppenliste des norischen Dux nennt in der Spätantike ein „Ioviaco“ als Basis einer Liburnariereinheit der Legio II Italica. Die hier stationierte Marineinfanterie versah mit ihren Booten wohl den Patrouillendienst auf der Donau. Dass sie von der Legion in Lauriacum gestellt worden sein sollten, lehnte Lothar Eckhart entschieden ab. Seiner Ansicht nach waren sie von der Passauer Besatzung abkommandiert worden. |           |
| 4. bis 5. Jahrhundert n. Chr. | Limitanei/Riparenses (Grenz- bzw. Uferwächter)                                                      | Einige Schlüsse im Bezug auf die spätantike Garnison konnten von Eckhart aus den besser erforschten Gebäuden (z. B. den Principia) im Westteil des Kastells gezogen werden. Seiner Meinung nach handelte es sich hierbei um eine Infanterieeinheit der Grenztruppen, die generell im Vicus des Lagers lebte und sich nur während der Dienstzeit im Kastell aufhielt. Wegen seiner geringen Größe schätzt Eckhart seine Mannschaftsstärke auf höchstens 100–150 Mann. Aufgrund der nachgewiesenen Hafen- und Werkstättenbauten war seine Besatzung wohl auch mit der Handhabung und Reparatur von Flussschiffen vertraut. |           |

## Vicus
Die Zivilsiedlung entstand schon einige Jahrzehnte vor dem Kastell. Sie diente wahrscheinlich als Straßenstation sowie als Lande- und Umladeplatz für die Donauschifffahrt. Der Vicus liegt etwas weiter westlich des Kleinkastells auf der Höhe des Hochgupfs. Der Siedlungsschwerpunkt war entlang der westlichen Hauptausfallstraße des Kastells. Seine West-Ost-Achse beträgt schätzungsweise 200 m, die Breite 70 bis 80 m. Im Osten reichte der Vicus bis an den Andlersbach heran. Die Siedlung dürfte von 130 bis 488 n. Chr. bewohnt gewesen sein. Das Fundkeramikspektrum erstreckte sich bis in die Zeit vor 150 n. Chr., die Funde der mittleren Kaiserzeit waren denjenigen ähnlich, die schon im Kastell sichergestellt wurden. Die nur wenigen spätantiken Funde deuten auf eine Verkleinerung der Siedlung in dieser Zeitperiode hin.
Gleichzeitig mit den Grabungen von Eckhart am Kastell 1957–1960 wurden auch im Lagerdorf einige Suchgräben angelegt, die wiederum im Suchareal von 1837 bis 1840 lagen. Dabei konnten insgesamt zwei Bauperioden (z. B. Streifenhäuser in Holz-Flechtwerktechnik) beobachtet und auch zahlreiche Funde gemacht werden (Glasfragmente, Fensterglas, Keramik, Terra Sigillata, Münzen, diverse Bronzeschnallen und -fibeln, Bronzebeschläge, Eisengeräte und Werkzeug sowie ein Lavezbecher)
In einer 1984 kurzfristig angesetzten, drei Planquadrate umfassenden Notgrabung durch das Oberösterreichische Landesmuseum (Leitung Christine Schwanzar) konnten noch weitere Erkenntnisse über den Vicus gewonnen werden. Die Funde wurden allerdings erst 2003 publiziert. Sie beweisen, dass die antike Siedlung auf dem Hochgupf etwas früher als das Kastell entstanden sein muss. Eine umgestürzte Mauer stammt offensichtlich von jenem Badegebäudekomplex, der schon 1837–1840 vom örtlichen Grabungsverein freigelegt wurde.

## Badegebäude
Eine vom Grabungsverein Schlögen durchgeführte Grabung legte nach zwei erfolglosen Versuchen 1838 mehrere Gebäudereste frei. Das dabei entdeckte, mit zwei Apsiden und einer Hypokaustenheizung versehene Gebäude diente vermutlich als Badehaus (Balneum) für Soldaten und Zivilbevölkerung. Seine Mauerreste sind u. a. auf einer von K. Enzlmüller erstellten Zeichnung zu sehen (Gebäude II, siehe auch weiter oben). Dieser Plan zeigt insgesamt drei hintereinander liegende Räume. Es zählte zum – am Limes häufig vorkommenden – Reihentypus und hatte einen langgestreckten rechteckigen Grundriss. Raum Süd ist im Süden und Westen durch Apsiden erweitert. Die beiden nördlichen Räume werden durch eine hakenförmige Mauer geteilt. Bei der dazwischenliegenden Öffnung handelt es sich vermutlich um einen Heizkanal. Das über das Gebäude hinausragende, quadratische Endstück erinnert an die Wange eines Praefurniums, das wohl den Hypokaust der beiden nördlichen Räume beheizte. Rätselhaft ist nach wie vor die Bedeutung der an der Westfront eingezeichneten, zackenförmigen Struktur. 2015 wurden die 14 × 6 Meter messenden Fundamente des Badegebäudes komplett freigelegt. Das Mauerwerk war noch in einem außergewöhnlich guten Erhaltungszustand. Es dürfte zwischen 130 und 150 n. Chr. errichtet worden sein. Wahrscheinlich stand es etwa 300 Jahre in Verwendung. Die Untersuchungen bestätigten die Funktion als Badegebäude. Man stieß auf drei hintereinander angeordnete Räume: einem Heißbad (Caldarium), einem Laubad (Tepidarium) und einem Kaltbad (Frigidarium). Fußboden und Wand des Heißbades und der Boden des Laubades konnten von einem Praefurnium außerhalb beheizt werden. Es verfügte allerdings über drei Apsiden, eine im Heißbad, zwei im Kaltbad, in denen die Wasserbecken (Piscina) platziert waren.

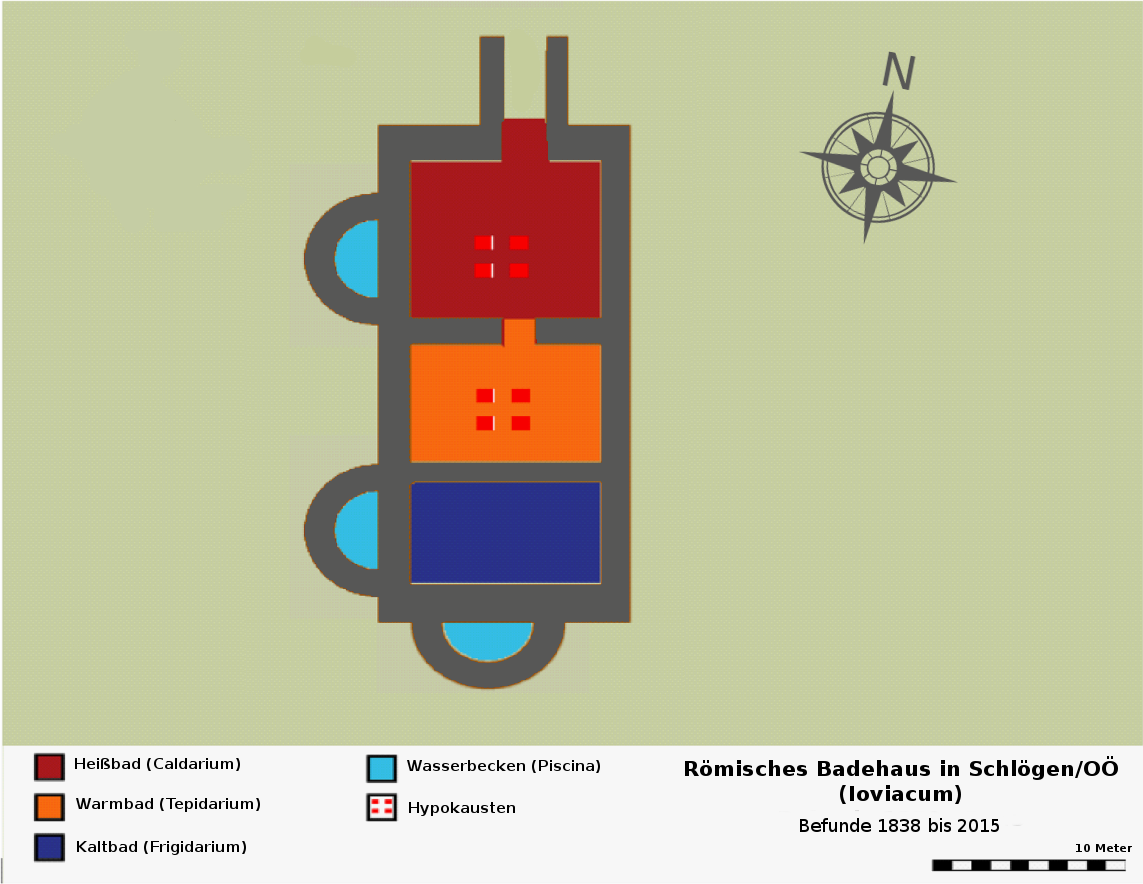
Befundskizze des Badehauses, 1838–2015
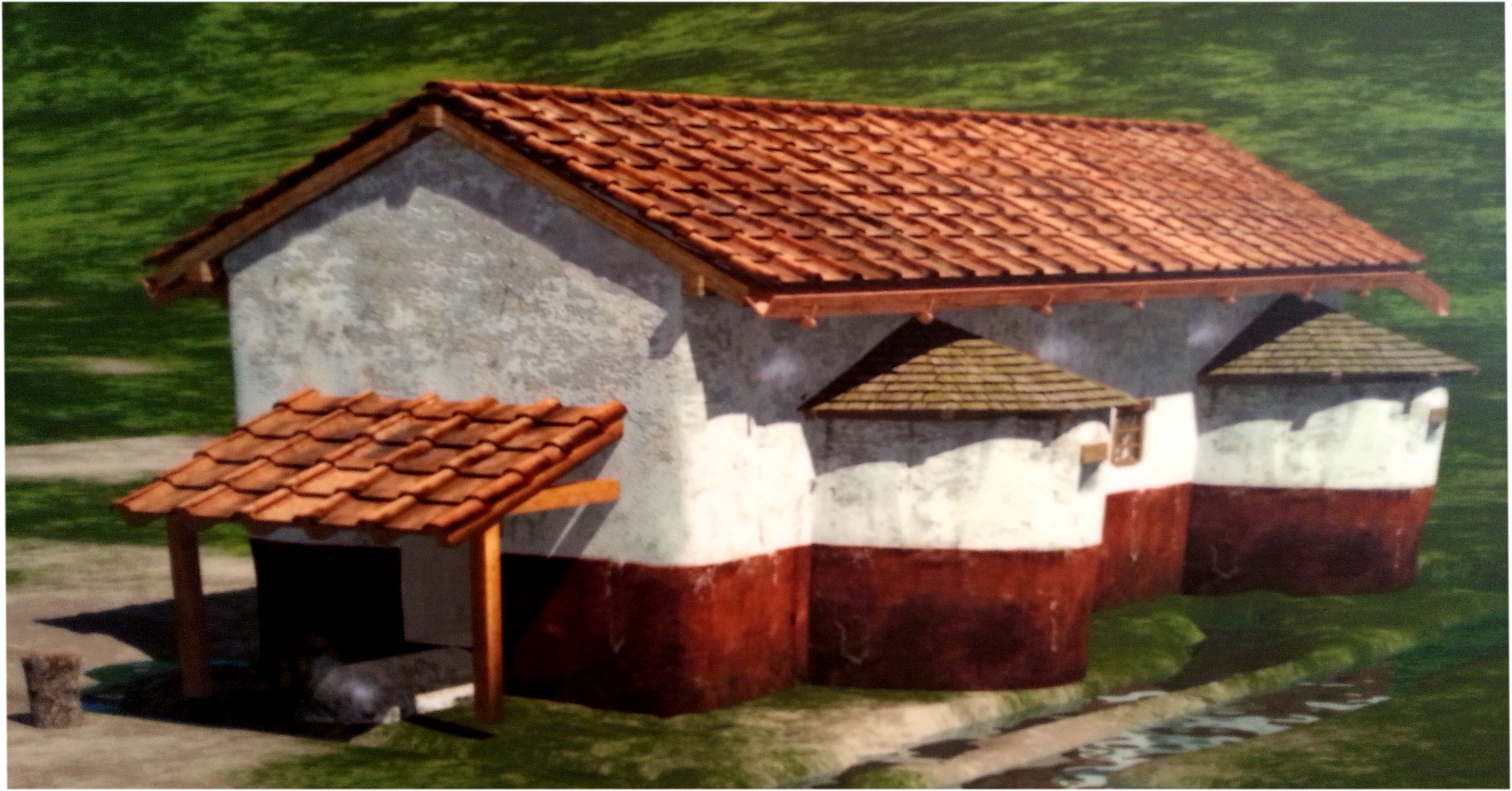
3D-Rekonstruktion
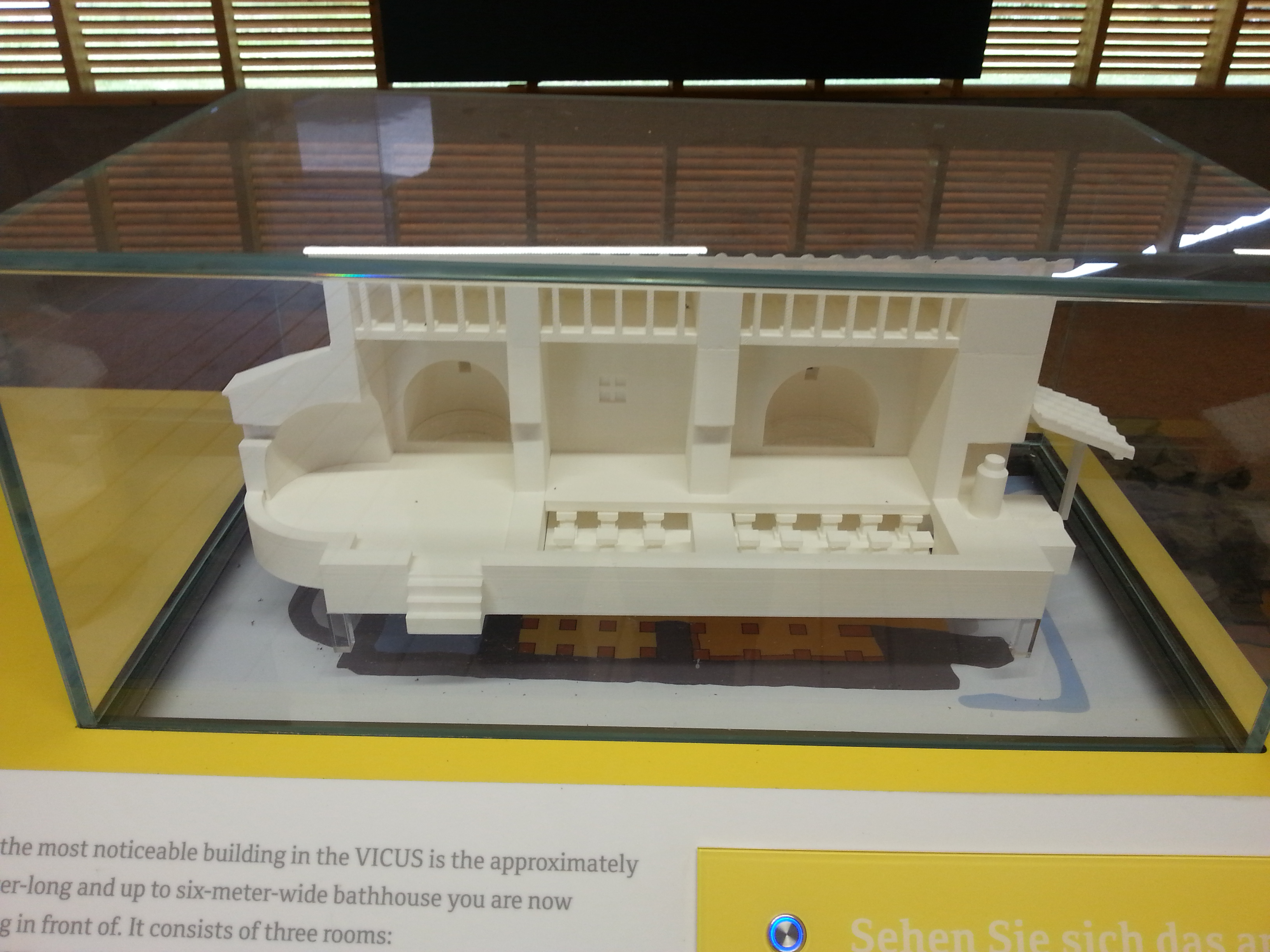
Aufrissmodell
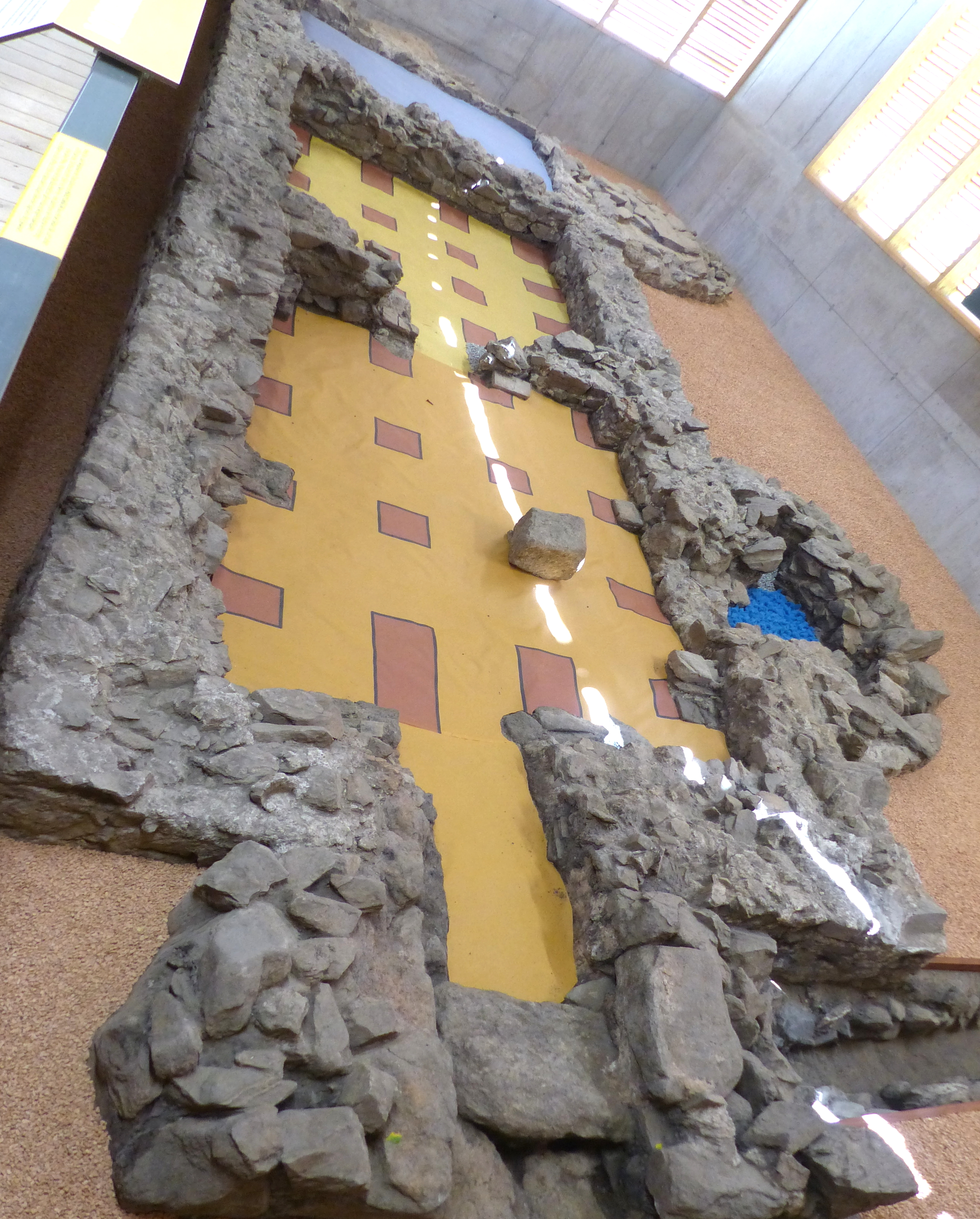
Neupräsentation der Ruine (2018)
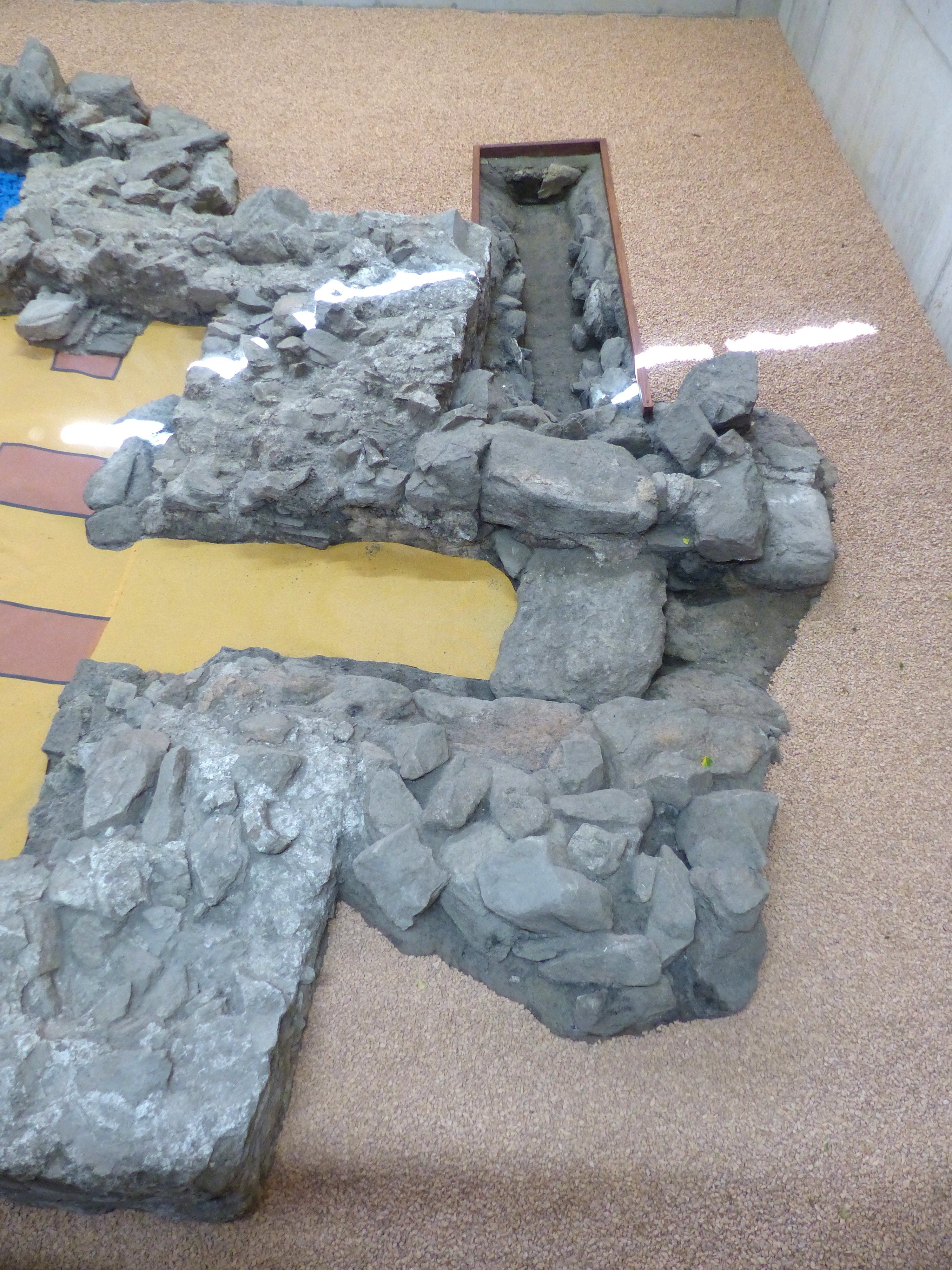
Reste des Praefurniums
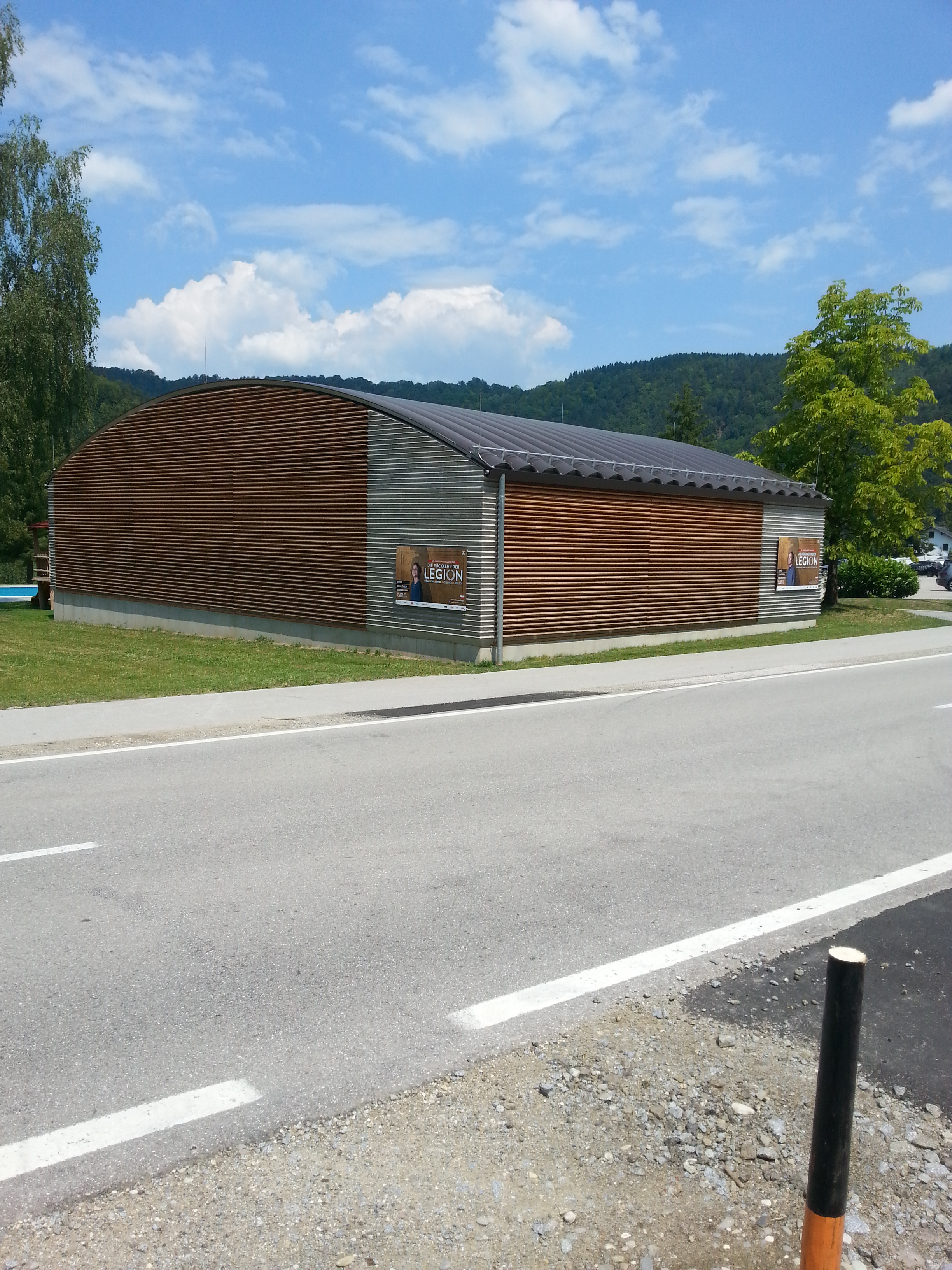
2018 über der Ruine errichteter Schutzbau

## Limesverlauf vom Burgus Oberranna bis zum Kastell Eferding
| ON/Name                     | Beschreibung/Zustand |
| --------------------------- | --- |
| Wachturm Kobling-Rossgraben | Der Wachturm stand vermutlich von der mittleren Kaiserzeit bis in die Spätantike in Verwendung. Er diente zur Beobachtung und Sicherung der Mündung der Kleinen Mühl in die Donau und eines Abschnittes des Mühltales. Seine Besatzungseinheit ist unbekannt, wahrscheinlich wurde sie aus Schlögen abkommandiert. Die Turmstelle befand sich vier Kilometer nördlich von Haibach, Ortsteil Kobling-Rossgraben, direkt am Donauufer gegenüber der Gemeinde Obermühl. Um 1798 fielen den Bewohnern des Hauses Nr. 5 alte Mauerreste auf, deren Ziegel sie zum Bau eines Kellers und einer Backstube verwendeten. Erstmals wurden 1838 durch Franz Niederleitinger vom Grabungsverein Schlögen auf einem 144 m² großen Areal – allerdings leider nur sehr amateurhafte – Untersuchungen durchgeführt und dabei die Reste eines zweiräumigen Gebäudes aufgedeckt. Es handelte sich um eine quadratische Konstruktion mit einer Seitenlänge von acht Metern, mit 1,26 m starken Mauern und einer Fundamenttiefe von 1,58 m. Eine Kammer maß ca. 5,7 m × 3,8 m, die andere 5,7 m × 1,6 m. Im Inneren wurde eine 0,95 m starke Kohle- und Ascheschicht beobachtet. Möglicherweise handelte es sich hier um eine Feuer- oder Kochstelle. An Funden konnten noch einige Ziegelbruchstücke (von anderer Form als im KK Schlögen) sowie diverse Keramik (Terra Sigillata) geborgen werden. Außerhalb des Mauergeviertes wurden in einer mit Asche gefüllten Abfallgrube verbrannte Knochen, Sigillatareste, eine bronzene Fibel und eine Münze aus der Zeit Konstantins I. aufgedeckt. Die Fundamente des Turmes wurden am 18. Juni 1962 bei Baggerarbeiten zerstört und restlos beseitigt. |
| Wachturm Kobling See        | Der Wachturm wurde vermutlich ebenfalls von der mittleren Kaiserzeit bis in die Spätantike genutzt. Er diente zur Überwachung des Donauabschnittes flussaufwärts Richtung Rossgraben als auch flussabwärts. Seine Besatzungstruppe ist unbekannt, wahrscheinlich wurde sie ebenfalls aus Schlögen abkommandiert. Die Turmstelle befindet sich etwas weiter westlich in der Schlögener Schlinge (Kobling-See), am südlichsten Punkt der letzten Biegung des Flusslaufes. Das Areal wurde durch den Stausee des Donaukraftwerkes Aschach komplett überflutet. Die Anlage wurde erstmals 1838 vom Grabungsverein Schlögen untersucht. In der Pfarrchronik von Haibach werden dies als Ausgrabung auf dem Grundstück des Seewirtes, Haus See Nr. 5, erwähnt. Die dabei aufgedeckten Mauerzüge sollen denen im Rossgraben sehr ähnlich gewesen sein. |

## Denkmalschutz
Die Anlagen sind Bodendenkmäler im Sinne des Österreichischen Denkmalschutzgesetzes. Nachforschungen und gezieltes Sammeln von Funden ohne Genehmigung des Bundesdenkmalamtes stellen eine strafbare Handlung dar. Zufällige Funde archäologischer Objekte sowie alle in den Boden eingreifenden Maßnahmen sind dem Bundesdenkmalamt (Abteilung für Bodendenkmale) zu melden.